# 伊號第十七潛艦
伊号第一七潜水舰是一艘第二次世界大战时期大日本帝国海軍巡潜乙型潜水艦。以最早使用舰炮对美利坚合众国本土进行攻击的潜水艦而为人所知。

## 概要
- 1941年1月24日在横須賀海軍工廠竣工，船籍编入横须贺镇守府。太平洋战争開战時与伊号第一五潜水舰以及伊号第一六潜水舰一同被配属至第六艦隊第一潜水战隊。
  - 11月24日与伊号第一五潜水舰一同离开横须贺前往夏威夷群岛执行其首次战斗巡逻任务。
  - 12月7日 在珍珠港偷袭作战中伊17在瓦胡岛北部巡逻，其任务是侦察和攻击任何试图从珍珠港出击的船只。此后在美国西海岸沿岸通商破壊作战任务中击沉2艘船(“SAMOA”、“LARRY DOHENY”)。
- 1942年（昭和17年）1月1日 报告在夏威夷以东发现一支美国巡洋舰队。
  - 2月20日 到达加利福尼亚州圣迭戈。
  - 2月24日 用艦載14cm舰炮对美国加利福尼亚州靠近圣塔芭芭拉的埃尔伍德的炼油厂进行砲撃。帰途中击沉1艘油船和1艘运输船。之后进行通商破壊和偵察以及对瓜达尔卡纳尔岛执行运输任务。
- 1943年（昭和18年）
  - 8月19日 遭到水上飞机的攻击而沉没于努美阿湾。仅有若干名幸存者。